# مانويل أوت
مانويل غيليتو «ماني» أوت (ألمانية: Manuel Ott؛ مواليد 6 مايو 1992 في ميونخ) هو لاعب كرة قدم فلبيني يلعب مع سيريس في دوري الفلبين الممتاز كلاعب وسط. مثّل منتخب الفلبين لكرة القدم.

## روابط خارجية
- مانويل أوت على موقع الاتحاد الدولي (مؤرشف)  (الإنجليزية)
- مانويل أوت على موقع قاعدة بيانات كرة القدم.إي يو (الإنجليزية)
- مانويل أوت على موقع ناشيونال فوتبول تيمز (الإنجليزية)
- مانويل أوت على موقع Soccerway.com (الإنجليزية)
- مانويل أوت على موقع عالم كرة القدم.نت (الإنجليزية)